# Nealsomyia lindneri
Nealsomyia lindneri är en tvåvingeart som beskrevs av Louis-Paul Mesnil 1959. Nealsomyia lindneri ingår i släktet Nealsomyia och familjen parasitflugor.
Artens utbredningsområde är Tanzania. Inga underarter finns listade i Catalogue of Life.